# Marvin Corozo
Marvin Corozo (n. Guayaquil, Ecuador; 13 de julio de 1987) es un futbolista ecuatoriano. Juega de defensa y su equipo actual es Aviced Fútbol Club de la Segunda Categoría de Ecuador.

## Trayectoria
Hace las formativas con el Club Deportivo Cuenca. Su debut en el fútbol profesional se remite a 2011, año en el que se da su primera aparición en el primer equipo de Técnico Universitario en Primera Categoría. En el mismo año conseguiría el campeonato de la Serie B de Ecuador y el ascenso a la serie de privilegio del fútbol ecuatoriano. Desde la temporada 2017 milita en el Centro Deportivo Olmedo.

## Clubes
| Club                  | País    | Año         |
| --------------------- | ------- | ----------- |
| Deportivo Cuenca      | Ecuador | 2005 - 2009 |
| Star Club             | Ecuador | 2009        |
| Deportivo Cuenca      | Ecuador | 2010        |
| Técnico Universitario | Ecuador | 2011 - 2012 |
| Deportivo Quevedo     | Ecuador | 2013        |
| Olmedo                | Ecuador | 2014        |
| Deportivo Quevedo     | Ecuador | 2014        |
| Delfín                | Ecuador | 2015        |
| Mushuc Runa           | Ecuador | 2016        |
| Olmedo                | Ecuador | 2017 - 2019 |
| 9 de Octubre          | Ecuador | 2020        |
| Técnico Universitario | Ecuador | 2021        |
| Chacaritas F. C.      | Ecuador | 2021        |
| Aviced F. C.          | Ecuador | 2022 - act. |

## Palmarés

### Campeonatos nacionales B
| Título                 | Club                  | País    | Año  |
| ---------------------- | --------------------- | ------- | ---- |
| Copa Credife Serie B   | Técnico Universitario | Ecuador | 2011 |
| Serie B                | Delfín SC             | Ecuador | 2015 |
| Campeonato Ecuatoriano | 9 de Octubre          | Ecuador | 2020 |